# Jüdische Gemeinde Königheim

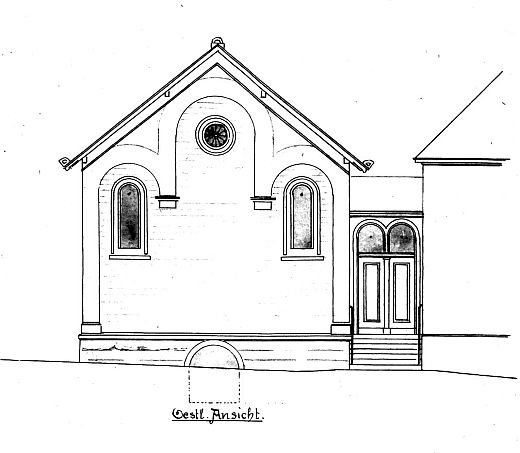
Pläne der ehemaligen Synagoge Königheim (Außenansicht)

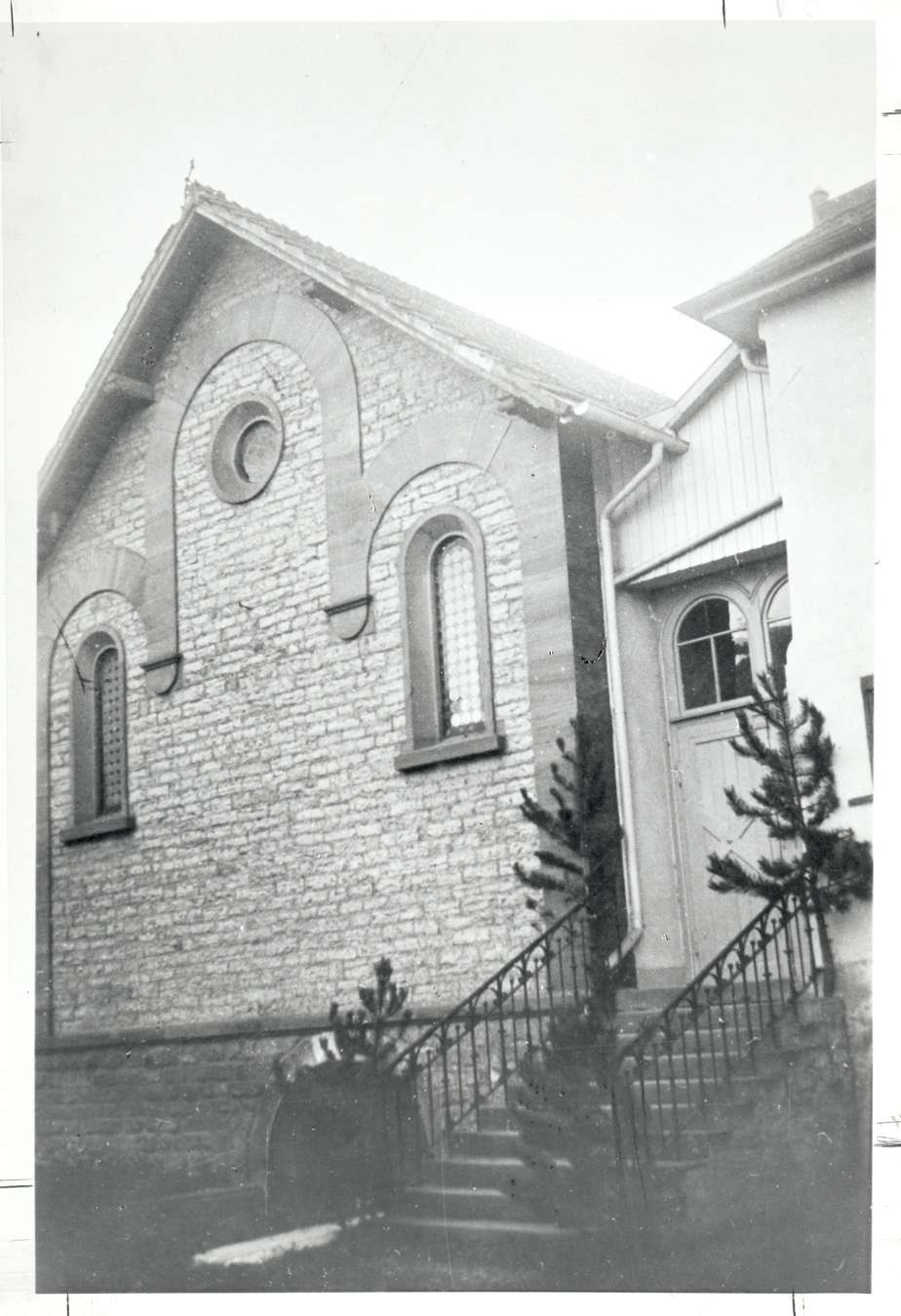
Synagoge Königheim (vor 1938), Foto beim Landesarchiv Baden-Württemberg

Die Jüdische Gemeinde in Königheim bestand ab dem Mittelalter bis 1940. 

## Geschichte

### Historische Entwicklung der jüdischen Gemeinde

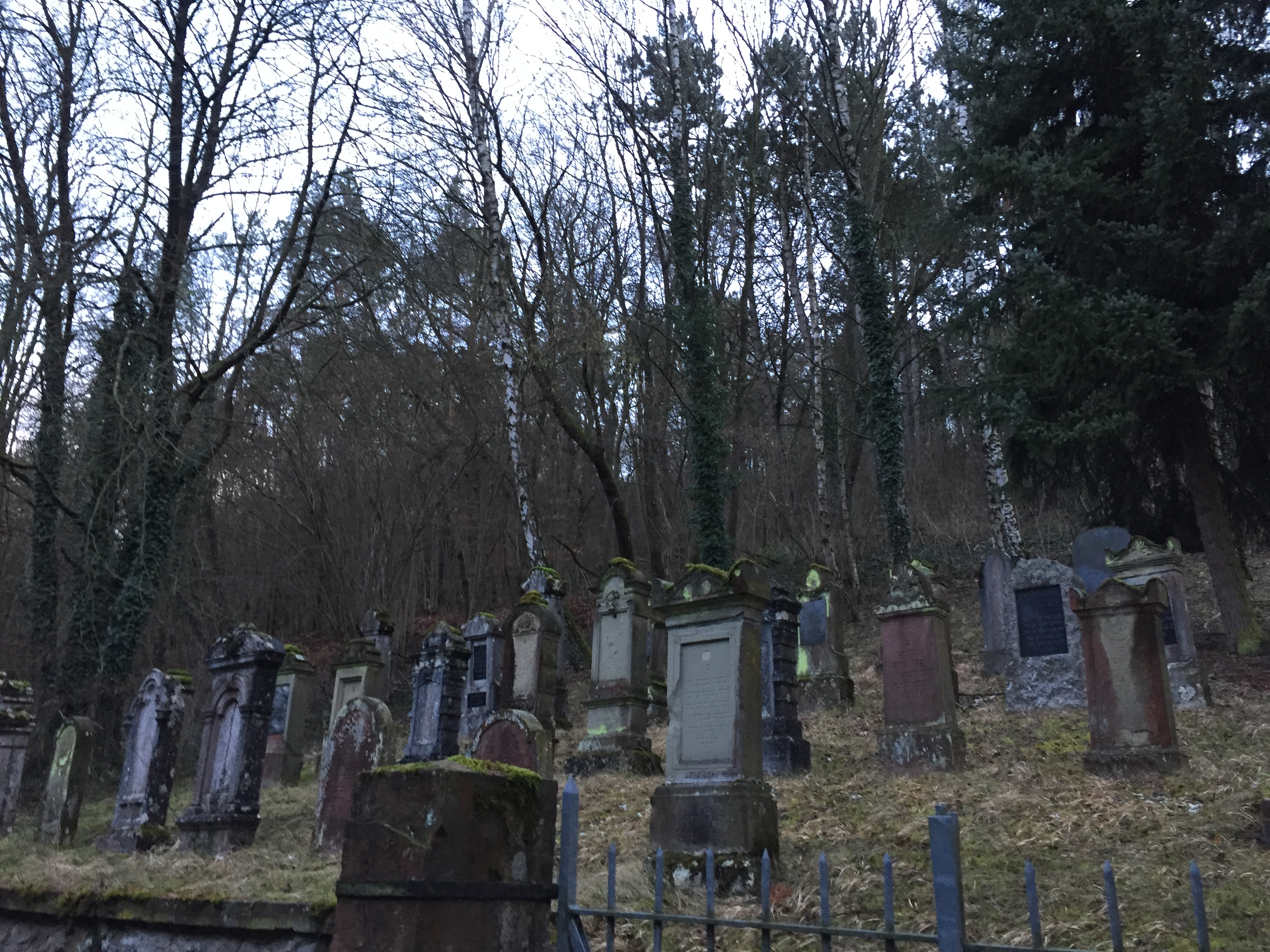
Jüdischer Friedhof in Königheim (2018)

Die jüdische Gemeinde Königheim bestand ab dem Mittelalter. 1298 wurden die Königheimer Juden bei einer Judenverfolgung ermordet. Ab 1422 gab es wieder Juden im Ort. 1496 wurden vier jüdische Personen in Königheim genannt, 1647 wurden wieder mehrere Juden in Königheim genannt.
Die jüdische Gemeinde Königheim besaß die Synagoge Königheim, eine jüdische Schule, ein rituelles Bad und den jüdischen Friedhof Königheim. Im Ersten Weltkrieg starben vier Königheimer Juden, die dort bestattet wurden. Die letzte Bestattung auf dem jüdischen Friedhof Königheim fand 1935 statt. Ein eigener Religionslehrer war angestellt, der zugleich als Vorbeter und Schochet in der jüdischen Gemeinde Königheim tätig war. Seit 1827 gehörte die Gemeinde zum Bezirksrabbinat Wertheim.
Von etwa 1675 bis 1726 besuchten die Juden aus Königheim die Synagoge der benachbarten jüdischen Gemeinde Gissigheim. Nach der Schließung der benachbarten Gissigheimer Synagoge und Auflösung der jüdischen Gemeinde im Jahre 1894 besuchten die noch verbliebenen jüdischen Bewohner die Königheimer Synagoge.
Die Zahl der jüdischen Einwohner Königheims entwickelte sich im 19. und 20. Jahrhundert wie folgt: 1825 (67 jüdische Einwohner), 1833 (69), 1838 (84), 1841 (105), 1864 (104), 1871 (112), 1875 (121), 1880 (109), 1885 (102), 1890 (94), 1895 (80), 1900 (81), 1905 (77), 1910 (71), 1933 (37), 1939 (noch 13), diese wurden 1940 in das Haus von Moses Sommer (Kapellengasse 1) zwangseinquartiert. Am 22. Oktober 1940 wurden die letzten jüdischen Einwohner aus Königheim ins KZ Gurs deportiert.
Ab 1933 verließen mehrere jüdische Einwohner den Ort oder wanderten aus, da sie im Nationalsozialismus unter verstärkten Repressalien, zunehmender Entrechtung und einem wirtschaftlichen Boykott ihrer Geschäfte litten. Bis nach 1933 bekannte ehemalige jüdische Geschäfte Königheims waren: Viehhandlung Hermann und Leo Bauer (Spitzsteiggasse 2), Stoffhandel und Gemischtwaren Meta und Jakob Bauer (Hartmannsgasse 1), Getreide- und Landesproduktenhandlung Semmy Block (Hauptstraße 6), Kurz- und Wollwaren Babette Groß (Langgasse 3, abgebrochen), Stoffhandlung, Konfektion und Grünkernaufkauf Josef Groß (Hauptstraße 25), Glas- und Porzellanwaren Hermann Heinemann (Neugasse 2, teilweise abgebrochen), Viehhandlung Benno Sommer (Faktoreigasse 3), Viehhandlung Bernhard Sommer (Plangasse 1, abgebrochen), Metzgerei und Viehhandlung Bernhard und Philipp Sommer (Hauptstraße 39), Viehhandlung Moses Sommer (Kapellengasse 1, abgebrochen, Torbogen und Wirtschaftsgebäude erhalten), Steingut- und Tonwarengeschäft Nanette Sommer (Neugasse 3), Textil- und Schuhgeschäft Sigmund Stern (Hardheimer Straße 8).
Während ein Teil der jüdischen Bürger Königheims in der Anfangszeit der Nazi-Diktatur Deutschland noch verlassen konnte, starben die anderen in den Konzentrationslagern, in die sie danach verbracht wurden.

### Opfer des Holocaust
Von den jüdischen Personen, die in Königheim geboren wurden oder längere Zeit im Ort wohnten, kamen in der Zeit des Nationalsozialismus die folgenden Personen beim Holocaust nachweislich ums Leben: Julius Bauer (1870), Gerda Blein geb. Gross (1914), Amalie Goldschmidt geb. Marx (1865), Emil Groß (1885), Regine Hirschberger geb. Stern (1886), Sigmund Marx (1868), Johanna Rosenfelder geb. Bauer (1876), Sara Rosenfelder (1876), Lina Schulmann geb. Fredrich (1880), Babette Selig (1868), Albert Sommer (1920), Bernhard Sommer (1887), Hugo Sommer (1920), Moses Sommer (1886), Regina Sommer (1895), Leo Stern (1907), Julie Tannenbaum (1907), Erna Weil geb. Stern (1890) und Ida Würzburger geb. Sommer (1889).